# Amos H. Hawley
Amos H. Hawley (5 de Dezembro de 1910 – 31 de Agosto de 2009) é um sociólogo da Escola de Chicago, pesquisador no campo da ecologia humana.
A obra Human Ecology, a theory of community structure foi escrita por Amos H. Hawley na década de 1940 do século XX. É um extenso livro de ecologia teórica, fundamental para aqueles que precisam entender a ecologia humana estudada na sociologia. Herdeiro direto da escola de Chicago, Hawley dedica a obra a Roderick McKenzie, nome de destaque da Escola de Chicago. O livro está dividido em quatro partes, e propõe uma teoria para a ecologia humana na formação de comunidades, com especial ênfase na construção de metrópoles e comunidades urbanas, objeto eleito pela Escola de Chicago como ponto central da ciência ecológica humana.